# X 2 (sommergibile Italia)
L’X 2 è stato un sommergibile della Regia Marina.

## Storia
Nel febbraio 1918 (con il tenente di vascello Armando Fumagalli come comandante), una volta ultimato, fu dislocato a Brindisi, da dove operò nel Basso Adriatico.
L'8 marzo 1918 effettuò la posa di un campo minato al largo di Punta Meleda.
Dal 5 all'8 giugno 1918 svolse un'altra operazione di minamento, sempre nel Canale di Meleda.
In tutto, durante la prima guerra mondiale, compì 6 missioni di posa di mine.
Alla fine della guerra fu disarmato, ma nel 1921 tornò in servizio con base a Taranto.
Nel 1924 partecipò alla prima e grande esercitazione sommergibilistica italiana, che vide l'impiego in totale di 26 unità di questo tipo, più le unità appoggio Cunfida ed Alessandro Volta.
Nel 1936 fu assegnato alla Scuola Sommergibili di Pola.
Il suo unico impiego durante la sua seconda guerra mondiale consisté in quattro missioni di trasferimento nel periodo giugno-settembre 1940, per totali 798 miglia di navigazione, tutte in superficie.
Il 16 settembre 1940 fu posto in disarmo e rimase così sino al termine del conflitto.
Radiato il 18 ottobre 1946, fu avviato alla demolizione.